# Callicarpa erythrosticta
Callicarpa erythrosticta là một loài thực vật có hoa trong họ Hoa môi. Loài này được Merr. & Chun mô tả khoa học đầu tiên năm 1940.